# 유럽 고속도로 581호선
유럽 고속도로 581호선(European route E581)은 루마니아의 머러셰슈티에서 우크라이나의 오데사까지 이르는 B-클래스급 고속도로로, 총 연장은 441 km이다.

## 경로
- 루마니아
  - 머러셰슈티(영어판, 루마니아어판) (E85)
  - 테쿠치(영어판, 루마니아어판)
  - 브를라드
  - 후시(영어판, 루마니아어판)
- 몰도바
  - 키시너우
- 우크라이나
  - 오데사 (E95)